# El Pañuelito
El Pañuelito es un ejido del municipio de Hermosillo ubicado en el centro del estado mexicano de Sonora, en la zona del desierto sonorense. Según los datos del Censo de Población y Vivienda realizado en 2010 por el Instituto Nacional de Estadística y Geografía (INEGI), El Pañuelito (Los Japoneses) tiene un total de 922 habitantes. Se ubica en la carretera estatal 2, la cual recorre gran parte de la costa del estado con el golfo de California (Mar de Cortés), específicamente sobre el tramo Puerto Libertad–La Yuta. Fue fundado entre los años 1990 y 1995.

## Geografía
El Pañuelito se sitúa en las coordenadas geográficas 28°12′28″ de latitud norte y 111°47′49″ de longitud oeste del meridiano de Greenwich, a una elevación de 76 metros sobre el nivel del mar.